# 村松敏雄
村松 敏雄（むらまつ としお、1915年1月15日 - 1995年5月2日）は、日本の経営者。近畿車輛社長を務めた。静岡県出身。

## 経歴
1939年に東京帝国大学法学部法科を卒業し。鉄道省、日本国有鉄道での勤務を経て、1964年5月に近畿車輛常務に就任し、1970年5月に専務を経て、1977年6月に副社長に就任し、1978年6月には社長に昇格。1986年6月には相談役に就任。
1995年5月2日心筋梗塞のために死去。80歳没。